# 1999 w grach komputerowych
| Skróty platform | Skróty platform                                  |
| --------------- | ------------------------------------------------ |
| DC              | Dreamcast                                        |
| Droid           | Android                                          |
| DS              | Nintendo DS                                      |
| GB              | Game Boy                                         |
| GBA             | Game Boy Advance                                 |
| GBC             | Game Boy Color                                   |
| GCN             | GameCube                                         |
| iOS             | iOS                                              |
| Lin             | komputer osobisty z systemem operacyjnym Linux   |
| Mac             | komputer osobisty Mac                            |
| N64             | Nintendo 64                                      |
| NS              | Nintendo Switch                                  |
| PC              | komputer osobisty                                |
| PS1             | PlayStation                                      |
| PS2             | PlayStation 2                                    |
| PS3             | PlayStation 3                                    |
| PS4             | PlayStation 4                                    |
| PS5             | PlayStation 5                                    |
| PSP             | PlayStation Portable                             |
| PSVita          | PlayStation Vita                                 |
| Wii             | Wii                                              |
| WiiU            | Wii U                                            |
| Win             | komputer osobisty z systemem operacyjnym Windows |
| X360            | Xbox 360                                         |
| XONE            | Xbox One                                         |
| Xbox            | Xbox                                             |
| XSX             | Xbox Series                                      |

Artykuł opisuje ważne wydarzenia w 1999 roku w branży gier komputerowych. Zobacz też: historia gier komputerowych.

## Wydarzenia
- BAFTA (British Academy of Film and Television Arts) prowadzi drugie rozdanie nagród BAFTA Interactive Awards
- 15–19 marca – Game Developers Conference (początkowo Computer Game Developers Conference) przenosi się do San Jose w Kalifornii, gdzie zostaje przez sześć lat
- 15 marca – Gama Network prowadzi pierwsze Independent Games Festival (IGF) podczas GDC
- 13–15 maja – piąta edycja wystawy E³ (Electronic Entertainment Expo)i drugie rozdanie nagród Game Critics Awards za Najlepsze na E³
- 13 maja – Academy of Interactive Arts & Sciences prowadzi drugie rozdanie nagród Interactive Achievement Awards (na E³) i wprowadza Sida Meiera z Firaxis do AIAS Hall of Fame
- 3 czerwca – Billy Mitchell zdobywa 3 333 360 punktów na automacie do gry Pac-Man
- Zapowiedziana zostaje Team Fortress 2, lecz produkcja opóźnia się do 2006.

### Wydane gry
- 31 stycznia – SimCity 3000 (PC)
- 8 lutego – Mario Party (N64)
- 28 lutego – Heroes of Might and Magic III: The Restoration of Erathia (PC)
- 28 lutego – Star Wars: X-Wing Alliance (PC)
- 6 marca – Simutrans (PC)
- 15 marca – Championship Manager 3 (PC)
- 16 marca – EverQuest (PC)
- 31 marca – RollerCoaster Tycoon (PC)
- 27 kwietnia – Super Smash Bros. (N64)
- 30 kwietnia – Baldur’s Gate: Opowieści z Wybrzeża Mieczy (PC)
- 30 kwietnia – Star Wars: Episode I Racer (N64, PC)
- 11 maja – Homeworld (PC)
- 14 czerwca – Descent 3 (PC)
- 17 czerwca – Tekken Card Challenge (WS)
- 18 czerwca – Counter-Strike (pierwsze wydanie modyfikacji na PC)
- 26 czerwca – Dungeon Keeper 2 (PC)
- 30 czerwca – Kingpin: Life of Crime (PC)
- lipiec – Tekken Tag Tournament (ARC)
- 23 lipca – Jagged Alliance 2 (PC)
- 11 sierpnia – System Shock 2 (PC)
- 31 sierpnia – Final Fantasy VIII – (PS)
- 31 sierpnia – Tony Hawk’s Skateboarding (PS)
- 1 września – Re-Volt (PC)
- 8 września – Soul Calibur (DC)
- 9 września – Sonic Adventure (DC)
- 9 września – Mortal Kombat Gold (DC)
- 29 września – Gorky 17 (PC)
- 30 września – Driver: You Are the Wheelman (PS, PC, GBC)
- 30 września – Age of Empires II: The Age of Kings (PC)
- 1 października – Amerzone (PC)
- 5 października – Gabriel Knight 3: Blood of the Sacred, Blood of the Damned (PC)
- 12 października – Lego Racers (PS, PC, GBC, N64)
- 25 października – Rezerwowe psy (PC)
- 31 października – Half-Life: Opposing Force (PC)
- 31 października – Ultima IX: Ascension (PC)
- 9 listopada – RollerCoaster Tycoon: Corkscrew Follies (PC)
- 25 listopada – Age of Wonders (PC)
- 26 listopada – Unreal Tournament (PC, PS2)
- 30 listopada – Descent 3: Mercenary (PC)
- 2 grudnia – Quake III Arena (PC)
- 7 grudnia – Star Wars: Episode I Racer (GBC)
- 12 grudnia – Planescape: Torment (PC)
- 28 grudnia – Scooby Doo: Mystery of the Fun Park Phantom (PC)
- 31 grudnia – Battlezone II: Combat Commander (PC)
- dokładna data wydania nieznana - Survival Kids (GB, GBC)

### Sprzęt
- Nintendo – przenośnia konsola Game Boy Light (GBL) jedynie w Japonii
- Sega – Dreamcast, 128-bitowa konsola z dostępem do Internetu
- SNK – przenośnia konsola Neo Geo Pocket Color
- Tiger Electronics – przenośna konsola Game.com Pocket Pro
- Bandai – przenośna konsola WonderSwan w Japonii

### Biznes
- Activision kupuje Elsinore Multimedia, Expert Software oraz Neversoft Entertainment
- Infogrames Entertainment SA kupuje Accolade, Gremlin Interactive (i zmienia jego nazwę na Infogrames Sheffield House), GT Interactive Software (GTIS) oraz Ozisoft
- Take-Two Interactive kupuje TalonSoft
- 3d6 Games, Inc. założone (zamykane 1 listopada 2002)
- 7 Studios zostaje założone
- BAM! Entertainment, Inc. zostaje założone
- Bohemia Interactive Studio zostaje założone
- 22 lutego – „Black Monday” (lub „Chainsaw Monday” – „czarny poniedziałek”): Sierra reorganizuje się w celu zmniejszenia kosztów, zamykając różne oddziały.
- Kwiecień – Liquid Entertainment zostaje założone

### Procesy sądowe
- Nintendo przeciwko Bung Enterprises Ltd.; Nintendo pozywa Bung za naruszenie prawa do ich patentu
- Sony Corporation przeciwko Bleem LLC (Bleem stworzył emulator konsoli Sony PlayStation)